# Titrimetrie
Titrimetrie, volumetrie of maatanalyse is de tak van analytische scheikunde die zich bezighoudt met titraties, waarbij aan een bekende, afgemeten hoeveelheid van een oplossing van de te bepalen component A uit een buret zoveel wordt toegevoegd van een oplossing van bekende concentratie (ook wel titer genoemd) van de andere component B (de standaardoplossing, titreervloeistof, titervloeistof, titrant of titrans), totdat beide componenten in equivalente hoeveelheden gereageerd hebben. Dit punt noemt men het equivalentiepunt of eindpunt van de titratie.
Titrimetrie is een van de meest verspreide en bruikbare methoden voor een kwantitatieve analyse. Er zijn tal van voordelen aan verbonden: de snelheid, eenvoud, accuratesse en precisie. In een aantal gevallen kunnen 2 of meerdere analieten afzonderlijk bepaald worden door één titratie. Deze titratie kent meerdere equivalentiepunten. Bovendien kunnen titraties geautomatiseerd worden, wat de efficiëntie van het analytisch proces ten goede komt.